# Instituto de Medicina Tropical Daniel A. Carrión (Universidad Nacional Mayor de San Marcos)
El Instituto de Medicina Tropical "Daniel A. Carrión" de la Universidad Nacional Mayor de San Marcos (siglas: IMT-UNMSM) fue creado en 1963 por un convenio entre el gobierno alemán y la Universidad de San Marcos. Fue el primer instituto especializado la investigación y tratamiento de enfermedades tropicales e infecciosas en el Perú. Gracias a este instituto la Facultad de Medicina Humana "San Fernando" ha sido designada por el Ministerio de Salud del Perú como el principal centro de referencia para la lepra en todo el país. Actualmente ofrece a la comunidad, principalmente a persononas de bajos recursos económicos, atención médica especializada en enfermedades infecciosas y tropicales, tanto en consultorio externo como en análisis de laboratorios, a precios asequibles. El instituto lleva el nombre del "mártir de la medicina peruana" y destacado estudiante sanmarquino, Daniel A. Carrión.